# Cattedrale dell'Assunzione di Maria Vergine (Odessa)
La cattedrale dell'Assunzione di Maria Vergine (in ucraino Кафедральний собор Успіння Пресвятої Діви Марії?, Kafedral'nyj sobor Uspinnja Presvjatoï Divy Mariï) è il principale luogo di culto cattolico della città ucraina di Odessa e chiesa madre della diocesi di Odessa-Sinferopoli.

## Storia
La chiesa fu costruita tra il 1844 ed il 1853 grazie al sostegno della locale comunità cattolica, composta principalmente da polacchi e tedeschi. I lavori furono diretti inizialmente dall'architetto italiano Francesco Morandi e poi dal polacco Feliks Gąsiorowski. La cattedrale fu consacrata il 16 agosto 1853.
Nel 1935 le autorità sovietiche confiscarono l'edificio trasformandolo in un circolo. Nel 1941, in seguito all'occupazione nazifascista della città, la cattedrale tornò alla sua funzione originaria di luogo di culto. Nel 1949 i sovietici requisirono nuovamente la struttura e la trasformarono in una palestra. Nell'agosto 1991 l'edificio tornò nuovamente nelle mani della comunità cattolica e finalmente poterono essere avviati i lavori di restauro.

## Descrizione
La cattedrale presenta una pianta a croce latina con cupola sulla crociera. L'interno è suddiviso in tre navate e presenta un pavimento in marmi policromi bianchi e neri. Sull'altar maggiore copia del 1850 dell'Assunzione della Vergine Maria di Raffaello Sanzio.